# 科威特广播电台
科威特广播电台（英语：Radio Kuwait）是科威特的国际广播电台，在1951年5月12日开始广播。目前使用英语、阿拉伯语、波斯语、乌尔都语和他加禄语播音。在1990年科威特被伊拉克占领期间，电台暂时将发射地点移至沙特阿拉伯。目前电台已拥有流媒体网站。